# Julius Bielz
Julius Bielz (Orlát, 1884. március 18. - Nagyszeben, 1958. június 9.) erdélyi szász művészettörténész, néprajzkutató, muzeológus.

## Életpályája
A gimnáziumot Nagyszebenben végezte, majd a kecskeméti Jogi Akadémián, később a berlini, müncheni és kolozsvári egyetemeken tanult. 1908-ban szerzett oklevelet és a nagyszebeni bíróságon állami szolgálatba lépett. Néhány hónap után a bécsi Felső Számvevőszékre került, ahol udvari tanácsossá nevezték ki. Az első világháború alatt katonai szolgálatát teljesítette, majd 1919-1924 között Romániát képviselte Bécsben, Budapesten és Rómában különböző tárgyalásokon, amelyek az osztrák-magyar mornarchia megszűnésével kapcsolatos feladatokat rendezték. Visszatérve Nagyszebenbe, rövid ideig az újonnan alakult kereskedelmi és iparkamaránál dolgozott, ezt követően a Brukenthal Múzeumnhoz került. Soha nem nősült meg, életét a múzeumnak és a kutatásnak szentelte.
1928-ban Rudolf Speck vette át a múzeum vezetését, amelynek a könyvtárát a németség kultúrintézetévé fejlesztette tovább. Ebben a fejlődésben Bielznek meghatározó szerepe volt. A múzeum néprajzi gyűjteményeit újjáalakította, ezenkívül létrehozott egy egyházi régiségekből álló gyűjteményt is, és mindkét gyűjteményhez a látogatóknak szánt kiadványt állított össze. Kutatásait kiterjesztette olyan területekre, mint az erdélyi szász népviselet, aranyművesség, fazekasság, festett bútorok. Ugyanakkor magára vállalt olyan feladatokat is, mint arcképek vagy egyéb műalkotások azonosítása. „Szeretettel és érdeklődéssel”  foglalkozott az erdélyi szász művészet magyar kapcsolataival és kölcsönhatásával is.
1927-ben a Sebastian Hann-Egyesület elnöke lett, 1930-ban egyike volt a Brukenthal-múzeum Barátai Társaság alapító tagjainak, 1937-ben a Romániai Német Színházi Közösség elnökévé választották. 1933-tól kezdve tagja volt a Verein für siebenbürgische Landeskunde vezetőségének. 1931 és 1947 között Bielz és Speck szerkesztették a Mitteilungen aus dem Baron Brukenthalischen Museum (A Báró Brukenthal Múzeum Közleményei) című folyóiratot, amelyben számos cikket is tett közzé.
A múzeum történetében döntő fordulatot jelentett Románia átállása a második világháborúban, amelyet a romániai németek üldöztetése, kisemmizése és deportálása követett. A német kulturális élet összeomlott, de a Brukenthal Múzeum még néhány évig talpon maradt. 1946-47-ben még megjelenhetett egy-egy kötet a múzeumi közleményekből, de ezt követően az egyházi lapokon kívül minden német nyelvű újságot és folyóiratot betiltottak. 1948-ban a múzeumot államosították, noha az Samuel von Brukenthal végrendelete szerint a nagyszebeni evangélikus egyház tulajdona volt. Rudolf Specket letartóztatták és 1953-ban a börtönben halt meg. A múzeum új vezetőit és román munkatársait az állam nevezte ki. Bielz alkalmazottként a múzeumban maradhatott, sőt 1955-ben igazgatóhelyettessé nevezték ki. Az 1950-es években Bielz egyike volt a keveseknek, akinek az erdélyi szászokról írt cikkei megjelenhettek. Felhívta George Oprescu művészettörténész figyelmét az erdélyi erődtemplomokra, és elkísérte az ezzel kapcsolatos kutatásain. Ennek eredményeképpen jelent meg Oprescu könyve az erdélyi szász erődtemplomokról (Bisericile cetăți ale sașilor din Ardeal), amelyben a szerző a műemlékek értékén kívül kitért a szászok derekas munkájára és közösségi életére is. A könyv fontos erkölcsi támaszt jelentett a háború után erősen sújtott szász kisebbségnek.
Bielznek élete során körülbelül 100 tudományos közleménye jelent meg. Sok kiállításnak ő volt a kezdeményezője és megvalósítója, és nem utolsósorban az erdélyi szász művészet emlékeinek összegyűjtője.

## Művei (válogatás)
- Siebenbürgisch-sächsische Volkskundereise durch Deutschland. Sonderdruck aus dem Siebenbürgisch-Deutschen Tageblatt, Hermanstadt 1927.
- Die Sammlung heimischer Altertümer des Baron Brukenthalischen Museums, in: Ostland, Hermannstadt, Nr. 3, 1928, p. 247-250.
- Führer durch die volkskundliche Sammlung des Baron Brukenthalischen Museums, Hermannstadt 1928
- Führer durch die Sammlung kirchliche Altertümer des Baron Brukennthalischen Museums, Hermannstadt, 1929
- Das Werk des Sebastian Hann, in: Mitteilungen des Baron Brukenthalischen Museums, Nr. 2, 1932, p. 37-42
- Porträtkatalog der Siebenbürger Sachsen, in: Archiv des Vereins für siebenbürgische Landeskunde, Hermannstadt, Bd. 49, 1936, p. 1-100
- 150 Jahre deutsches Theater in Hermannstadt, in: Deutsche Kultur in der Welt, Bd. 16, 1939, p. 39-44
- Die volkstümliche Möbelmalerei der Siebenbürger Sachsen, in: Klingsor, Kronstadt, Heft 16, 1939, p. 268-271
- Das deutsche Kunsthandwerk in Siebenbürgen, in: Deutsche Leistungsschau /auf der 9. Hermannstädter Mustermesse, Hermannstadt, 1941
- Schrifttum zur Kunst in Siebenbürgen. Krakau 1943.
- Siebenbürgische Exlibris des 16. Jahrhunderts, in: Mitteilungen des Baron Brukenthalischen Museums, Leipzig, Nr. 2, 1947, p. 43-45
- Die Graphik in Siebenbürgen, in: Mitteilungen des Baron Brukenthalischen Museums, Nr. 1, 1947; als Sonderdruck Kronstadt 1947,
- Die sächsische Goldschmiedekunst Siebenbürgens, Bukarest, 1957
- Die Volkstracht der Siebenbürger Sachsen, Bukarest, 1957